# 固安站
固安站位于中华人民共和国河北省廊坊市固安县固安镇，是京九铁路的一座火车站，等级为四等站，由中国铁路北京局集团北京车务段管辖，办理客货运业务，距北京西站57公里、距常平站2,258公里，本站及相邻上下行区间均为电气化区段。车站建于1996年，是京九铁路在河北省境内的第一站。
本站曾于2013年9月12日停办客运服务；为应对固安进京交通需求，紓緩固安進京路面交通壓力，本站自2023年5月28日起增開兩班前往北京丰台站的列車（早班K7672次，晚班K7673/4次），標誌著本站正式重啟客運業務。同年7月1日，配合全新列車運行圖正式實施，本站增加多班列車停靠。